# Územní samosprávný celek
Územní samosprávný celek je územní společenství občanů, kteří mají právo na samosprávu. Tato místní samospráva je tedy veřejnoprávní korporací (sdružením osob žijících na daném území), právnickou osobou, která je definována územní jednotkou.
Ústava České republiky (č. 1/1993 Sb.) jmenuje v článku 99 základní územní samosprávné celky, jimiž jsou obce, a vyšší územní samosprávné celky, jimiž podle původního znění ústavy mohly být země nebo kraje, ústavní zákon č. 176/2001 Sb. to pak upřesnil na kraje. Zákon o obcích a zákon o hlavním městě Praze pak obdobné postavení zajišťují i městským částem hlavního města Prahy a městským částem a obvodům územně členěných statutárních měst (ačkoliv ty de iure územními samosprávnými celky nejsou). Na všechny tyto územní korporace přenáší stát určité okruhy přenesené působnosti, kterou vykonávají kromě své vlastní samostatné působnosti.
Ze své podstaty jsou územními samosprávnými celky v obecném smyslu všechny demokratické státy, český právní řád však pro stát tento termín nepoužívá. V některých zemích jsou základními územními samosprávními celky municipality, které jsou rozsahem větší než běžné české obce. Vyššími samosprávnými celky mohou být země, regiony, župy atd.